# Джо Елиът
Джо Елиът (на английски: Joe Elliott) е британски рок музикант – певец и композитор, роден през 1959 година. Името му става световноизвестно като вокалист на хевиметъл групата Деф Лепард. Той е единият от тримата музиканти, участвали в записите на всички албуми на групата.
Елиът е известен като голям почитател на английската глем рок група от 1970-те Мот дъ Хупъл (Mott the Hoople), участвайки дори в страничен проект, наречен Down 'n' Outz – трибют група, изпълняваща предимно техни кавъри.

## Биография
Роден е като Джоузеф Томас Елиът на 1 август 1959 година в град Шефийлд, Южен Йоркшър. Завършва гимназията „Крал Едуард VII“ в родния си град. През 1977 година, той случайно се запознава с Пийт Уилис, който е член на местна рок група, наречена Atomic Mass. Разбирайки, че и двамата са музиканти, Пийт го представя на останалите членове на групата. Вследствие се провежда прослушване, при което Джо е харесан от останалите момчета и се присъединява към групата. По негово предложение, съставът сменя името си на „Deaf Leopard“ (глух леопард), което по-късно започват да изписват като „Def Leppard“, с тенденциозно променен правопис.
От 2017 г. Джо Елиът води предаването „The Joe Elliot Show“ по българското радио Z-Rock.

### Личен живот
В периода 1987 – 1997 година, Джо Елиът е женен за Карла Рамдани. На 1 септември 2004 година, той сключва втори граждански брак с Кристин, с която имат син, Файнли. През последните години семейството живее в района „Степасайд“ на ирландската столица Дъблин, където Джо е устроил в дома си и звукозаписно студио, наречено „Joe's Garage“ (гаражът на Джо).

## Джо Елиът в България
На 4 юли 2008 година, Джо Елиът заедно с Деф Лепард изнасят съвместен концерт с Уайтснейк пред българската публика. Това е първото и единствено гостуване на групата в България. Представлението се провежда на стадион Академик в София. Концертът е известен и с неприятен инцидент (спряло електрическо захранване в продължение на часове на македонската митница), довел до забавянето на камионите с оборудването на групите. Вследствие представлението на първата група в София започва към 23 часа. Деф Лепард излизат на сцената към 1 след полунощ.

## Дискография

### С Деф Лепард
- On Through the Night (1980)
- High 'n' Dry (1981)
- Pyromania (1983)
- Hysteria (1987)
- Adrenalize (1992)
- Retro Active (1993)
- Slang (1996)
- Euphoria (1999)
- X (2002)
- Yeah! (2006)
- Songs from the Sparkle Lounge (2008)